# Juegos de la Mancomunidad de 1998
Los XVI Juegos de la Mancomunidad se celebraron en Kuala Lumpur (Malasia), del 11 al 21 de septiembre de 1998, bajo la denominación Kuala Lumpur 1998.

Participaron un total de 3.638 deportistas representantes de 70 países miembros de la Mancomunidad de Naciones. El total de competiciones fue de 213 repartidas en 15 deportes.

## Medallero
| Núm. | País               | Oro | Plata | Bronce | Total |
| ---- | ------------------ | --- | ----- | ------ | ----- |
| 1    | Australia          | 79  | 61    | 57     | 197   |
| 2    | Inglaterra         | 36  | 47    | 52     | 135   |
| 3    | Canadá             | 30  | 31    | 38     | 99    |
| 4    | Malasia            | 10  | 13    | 12     | 35    |
| 5    | Sudáfrica          | 9   | 11    | 14     | 34    |
| 6    | Nueva Zelanda      | 8   | 6     | 20     | 34    |
| 7    | India              | 7   | 10    | 8      | 25    |
| 8    | Kenia              | 7   | 5     | 4      | 16    |
| 9    | Jamaica            | 4   | 2     | 0      | 6     |
| 10   | Gales              | 3   | 4     | 8      | 15    |
| 11   | Escocia            | 3   | 2     | 7      | 12    |
| 12   | Nauru              | 3   | 0     | 0      | 3     |
| 13   | Irlanda del Norte  | 2   | 1     | 1      | 4     |
| 14   | Zimbabue           | 2   | 0     | 3      | 5     |
| 15   | Ghana              | 1   | 1     | 3      | 5     |
| 16   | Chipre             | 1   | 1     | 1      | 3     |
| 17   | Mauricio           | 1   | 1     | 2      | 4     |
| 18   | Tanzania           | 1   | 1     | 1      | 3     |
| 18   | Trinidad y Tobago  | 1   | 1     | 1      | 3     |
| 20   | Bahamas            | 1   | 1     | 0      | 2     |
| 20   | Mozambique         | 1   | 1     | 0      | 2     |
| 22   | Barbados           | 1   | 0     | 2      | 3     |
| 23   | Lesoto             | 1   | 0     | 0      | 1     |
| 24   | Camerún            | 0   | 3     | 3      | 6     |
| 25   | Namibia            | 0   | 2     | 1      | 3     |
| 26   | Seychelles         | 0   | 2     | 0      | 2     |
| 27   | Sri Lanka          | 0   | 1     | 1      | 2     |
| 28   | Bermudas           | 0   | 1     | 0      | 1     |
| 28   | Fiyi               | 0   | 1     | 0      | 1     |
| 28   | Isla de Man        | 0   | 1     | 0      | 1     |
| 28   | Pakistán           | 0   | 1     | 0      | 1     |
| 32   | Papúa Nueva Guinea | 0   | 0     | 1      | 1     |
| 32   | Uganda             | 0   | 0     | 1      | 1     |
| 32   | Zambia             | 0   | 0     | 1      | 1     |
|      | TOTAL              | 212 | 212   | 242    | 666   |

| Predecesor: Victoria 1994 | XVI Juegos de la Mancomunidad 1998 | Sucesor: Mánchester 2002 |